# Редут (зенитный ракетный комплекс)
9К96 «Редут» (также «Полимент-Редут») — зенитный ракетный комплекс морского базирования, использующий установки вертикального пуска и предназначенный для кораблей классов эсминец, фрегат, корвет. Устанавливается на кораблях ВМФ России с начала XXI века.

## История
В 1990-х годах Центральное конструкторское бюро «Алмаз» начало работу над новым ЗРК С-400 «Триумф», который предназначался для замены в войсках ПВО различных модификаций ЗРК С-300. Новый комплекс должен был использовать все модификации ракет, применявшиеся в С-300, а также ракеты 9М96 и 9М96М, специально созданные для нового комплекса МКБ «Факел». Новые ракеты обладали следующими особенностями:
- боевая часть с управляемым полем поражения;
- режим сверхманёвренности;
- активное радиолокационное самонаведение на конечном участке полёта.

На базе 9М96 был создан новый наземный комплекс ПВО С-350 «Витязь», а на основе последнего — корабельный ЗРК «Полимент/Редут» с теми же типами ракет.
Информация о новом ЗРК впервые появилась после закладки в 1997 году сторожевого корабля «Новик» проекта 12441. В носовой части надстройки перед ходовым мостиком предполагалось установить 4 модуля установки вертикального пуска по 8 ракет в каждой. Однако принятие на вооружение комплекса С-400 затянулось до 2007 года, «Новик» остался без системы ПВО и не был достроен (предполагается перестроить в учебный корабль до 2015 года).
ЗРК «Редут» планировалось также установить на новые корветы проекта 20380, однако из-за неготовности ракеты головной корабль «Стерегущий» вошёл в строй с ракетно-артиллерийским комплексом «Кортик», а ЗРК «Редут» устанавливается на последующих кораблях серии (проекты 20380, 20385). Этот же ЗРК с бо́льшим количеством модулей УВП устанавливается на новых фрегатах проекта 22350.
8 февраля 2019 года главнокомандующий Военно-морским флотом России адмирал Владимир Королёв заявил об завершении государственных испытаний зенитного ракетного комплекса «Полимент/Редут». Принятие ЗРК на вооружение запланировано на первую половину 2019 года.

## Конструкция
В состав ЗРК входит РЛС «Полимент» с 4 фазированными решётками. Максимальное количество одновременно обстреливаемых целей — 16 (по 4 на каждую ФАР).
Ракеты размещаются в установках вертикального пуска, состоящих из модулей по 4 или 8 ячеек каждый. В ячейке располагается один транспортно-пусковой контейнер с ракетой большой или средней дальности 9М96Е, 9М96Е2(-1), или 4 ракеты (меньшего диаметра) малой дальности 9М100. 
При пуске ракеты используется «холодный» старт: зарядом сжатого воздуха ракета выбрасывается из вертикально расположенного транспортно-пускового контейнера на высоту 30 м, разворачиваясь в сторону цели с помощью газодинамической системы. Благодаря этому значительно сокращается минимальная дальность перехвата. Газодинамическая система также обеспечивает ракете режим сверхманёвренности и способна за 0,025 с увеличить перегрузку ракеты на 20 g.
Для ракет 9М96Е, 9М96Е2 на маршевом участке траектории используется инерционно-командное наведение, на конечном участке — активное радиолокационное самонаведение. Ракета 9М100 малой дальности оснащена инфракрасной головкой самонаведения. Захват цели осуществляется сразу после пуска ракеты.
По данным натурных испытаний и компьютерного моделирования, ракеты 9М96Е и 9М96Е2 с вероятностью 70 % обеспечивают прямое попадание в головную часть тактической ракеты, в остальных 30 % случаев отклонение не превышает нескольких метров. Вероятность попадания в самолёт составляет 80 %, в вертолёт — 90 %.
Боевая часть массой 24 кг за счёт многоточечного инициирования имеет управляемое поле поражения.

## Тактико-технические характеристики (для ракет в экспортном исполнении)
Для сравнения приведены характеристики ракеты 48Н6Е ЗРК «Форт» (С-300)
| Характеристика                      | проект 1997 г. | 48Н6Е | 9М96Е2 | 9M96E2-1 | 9М96Е | 9М100 | 9М100E |
| ----------------------------------- | -------------- | ----- | ------ | -------- | ----- | ----- | ------ |
| Количество ракет в ячейке УВП       | 1              |       | 1      | 1        | 1     | 4     |        |
| Количество ступеней                 | 1              | 1     | 1      | 1        | 1     | 1     |        |
| Двигатель                           | РДТТ           | РДТТ  | РДТТ   | РДТТ     | РДТТ  | РДТТ  | РДТТ   |
| Максимальная дальность стрельбы, км | 70             | 150   | 120    | 150      | 50    | 10    | 15     |
| Минимальная дальность стрельбы, км  |                | 5     | 1      | 2,5      | 1     |       | 0,5    |
| Максимальная высота цели, км        |                | 27    | 30     | 30       | 20    |       | 8      |
| Минимальная высота цели, м          |                | 10    | 5      | 5        | 5     |       | 5      |
| Масса ракеты, кг                    |                | 1800  | 420    | 598      | 330   |       | 140    |
| Масса боевой части, кг              |                | 145   | 24     | 24       | 24    |       | 14,5   |
| Длина ракеты, м                     |                | 7,50  | 5.35   | 5,6      | 4,75  | 2,50  | 3,17   |
| Диаметр корпуса, мм                 |                | 519   | 240    | 240      | 240   | 125   | 200    |
| Размах крыльев, мм                  |                | 1134  |        |          | 480   |       | 536    |
| Скорость ракеты, м/c                |                | 3000  | 2100   |          | 900   |       |        |
| Максимальная скорость цели, м/с     |                | 2800  | 4800   | 4800     | 1000  |       | 1000   |

## Носители
- Корветы проекта 20380(20385) типа «Стерегущий»
- Фрегаты проекта 22350 типа «Адмирал Горшков»

## Эксплуатация
- По сообщениям от 2.6.2014[12][13] и от 19.9.2014[14], во время выходов в море экипаж корвета «Сообразительный» проекта 20380 Балтийского флота выполнял задачу по отражению ракетного удара условного противника. В качестве мишени оба раза использовалась крылатая ракета, запущенная с ракетного катера «Р-257» (проекта 12411-Т «Молния»). Стрельбу по мишени экипаж корвета выполнял из ЗРК морского базирования «Редут». Запущенная с корвета «Сообразительный» ракета оба раза успешно поражала назначенную цель. Стрельба оба раза проводилась в условиях сложной помеховой обстановки с применением условным противником средств РЭП.

- По сообщению от 11.6.2014, на морском полигоне Балтийского флота экипаж корвета «Сообразительный» проекта 20380 впервые провёл тактическое учение с поражением надводной цели зенитной ракетой. Стрельба по морскому щиту, имитирующему корабль условного противника, выполнялась с использованием ЗРК морского базирования «Редут». Запущенная с корвета ракета на заданной дистанции успешно поразила назначенную морскую цель. Стрельба проводилась в условиях сложной помеховой обстановки с применением условным противником средств РЭП[15].

- По сообщению от 25.08.2016, в ходе тактических учений корвет «Сообразительный», используя зенитный ракетный комплекс «Редут», уничтожил мишень, имитирующую противокорабельную ракету. Об этом сообщает пресс-релиз Западного военного округа. Ракета-мишень была запущена с малого ракетного корабля «Гейзер». Как отмечается в сообщении, стрельбы проводились в сложной помеховой обстановке с использованием условным противником средств радиоэлектронной борьбы[16].